# Cécile Grès
Pour les articles homonymes, voir Grès.
Cécile Grès, née le 24 décembre 1987 à Paris, est une journaliste sportive et animatrice française de télévision, spécialisée dans le domaine du rugby à XV.

## Biographie

### Jeunesse et études
Née à Paris d'un père briviste et d'une mère vannetaise, elle est passionnée de rugby à XV, soutenant le CA Brive aux côtés de sa famille corrézienne,, mais aussi plus généralement de sport,. Elle a fait du handball, du basket-ball, de l'athlétisme et du tennis de table.
À l'issue d'une licence de lettres à l'Institut catholique de Paris puis d'une maîtrise de lettres à l'université Paris-Sorbonne, elle réalise son stage de fin d'études à la rubrique rugby du journal L'Équipe de janvier à juin 2012, comme journaliste sportive de presse écrite,. Elle intervient en parallèle auprès de la plateforme participative « Le Plus » du Nouvel obs,.

### Carrière journalistique

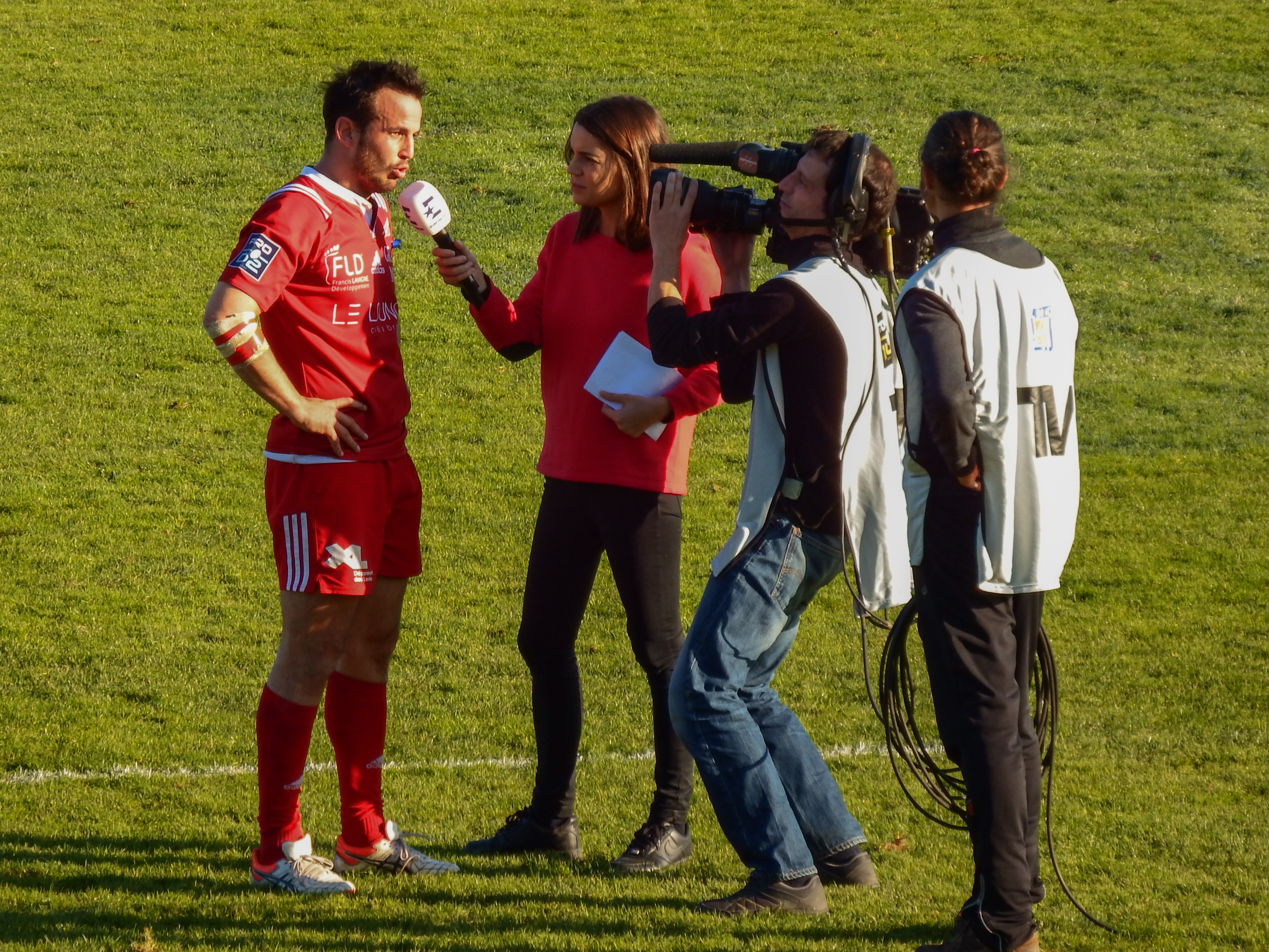
Cécile Grès en interview pour Eurosport, à la mi-temps d'un match de Pro D2 à Dax en décembre 2015.

Parallèlement à son stage à L'Équipe, elle devient chroniqueuse rugby à partir du mois d'avril 2012 pour l'émission de radio hebdomadaire Cissé Sport présentée par Sylvère-Henry Cissé le vendredi sur Le Mouv. Elle y reste trois ans, participant également aux matinales de la radio. Son stage de six mois terminé, elle est engagée à la rédaction du journal L'Équipe en tant que pigiste reporter. Elle travaille simultanément au service France de Reuters, toujours dans le domaine du rugby.
En septembre 2014, la rédaction du groupe L'Équipe lui propose un poste de journaliste-chroniqueuse pour l'émission de télévision On va s'en mêler sur L'Équipe 21. Elle officie le dimanche après-midi aux côtés du présentateur Benoît Cosset et des chroniqueurs Éric Blanc et Christophe Dominici ; la presse écrite reste néanmoins son activité principale,.
Pendant l'été 2015, Cécile Grès est approchée par Eurosport, qui vient de renouveler et d'étoffer ses droits télévisuels de Pro D2. Elle est engagée comme journaliste « bord de terrain » pour les deux matchs hebdomadaires retransmis sur la chaîne Eurosport 2 le vendredi soir et dimanche après-midi. Elle participe également au magazine télévisé Au contact, le lundi en soirée. En même temps qu’Eurosport 2, elle continue ses activités de pigiste presse écrite à la rubrique rugby du journal L'Équipe et commence une collaboration avec le service sport du magazine GQ. Cécile Grès est alors l'une des figures du paysage médiatique féminin du rugby français, avec Isabelle Ithurburu et Clémentine Sarlat,.
Elle intervient une dernière fois sur l'antenne d'Eurosport en décembre 2018 dans le cadre de la 16e journée de Pro D2. En effet, elle rejoint le service des sports de France Télévisions à partir du 9 janvier 2019, en remplacement de Clémentine Sarlat,. Elle y couvre le rugby à XV en tant que journaliste au bord du terrain pour les matchs de Coupe d'Europe et du XV de France, et en intervenant dans l'émission Stade 2 présentée par Matthieu Lartot,. On la retrouve également dans Tout le sport sur France 3. Chaque année, elle est aussi présente durant les deux semaines de Roland-Garros.
En 2021, elle intervient dans le documentaire Je ne suis pas une salope, je suis une journaliste de Marie Portolano, dans lequel elle révèle avoir été victime de harcèlement au début de sa carrière.
Lors des Jeux olympiques de Tokyo disputés à l'été 2021, elle présente les matinées olympiques sur France 2 et France 3,. À partir de septembre 2021, elle présente Tout le sport de manière occasionnelle les vendredis et samedis en alternance avec Marie Mamère et Claire Vocquier-Ficot,.
Comme en 2021, elle présente les matinées olympiques sur France 2 et France 3 lors des Jeux olympiques d'hiver de 2022 de Pékin.
Courant 2023, il est annoncé qu'elle ne traitera plus désormais le rugby pour France Télévisions, tout en restant dans le groupe, notamment au sein du service des sports, pour couvrir les évènements tels que les Jeux olympiques. Ainsi, en décembre, on apprend qu'elle devient joker à la présentation de Stade 2 et chroniqueuse dans l'émission C l'hebdo diffusée sur France 5,,.
Début 2024 paraît son premier livre, Championnes !, co-écrit avec Laurie Delhostal.
Durant les Jeux olympiques d'été de 2024 organisés à Paris, elle présente les épreuves olympiques diffusées en journée ou en soirée sur France 2 et France 3 depuis la terrasse de France Télévisions installée au Musée de l'Homme au Trocadéro ou depuis le « Club France » à la grande halle de la Villette.
En 2025, elle couvre le Tour de France Femmes. Elle présente l'avant-course et le magazine Vélo Club après l'étape du jour.

## Publications
- Laurie Delhostal et Cécile Grès, Championnes ! : 90 sportives exceptionnelles, Éditions de La Martinière, 2024 (ISBN 979-1040115786)[28]